# Kōsuke Yoshii
Kōsuke Yoshii (japanisch 吉井 孝輔 Yoshii Kōsuke; * 19. März 1986 in der Präfektur Kagoshima) ist ein ehemaliger japanischer Fußballspieler.

## Karriere
Yoshii erlernte das Fußballspielen in der Schulmannschaft der Kagoshima Josei High School. Seinen ersten Vertrag unterschrieb er 2004 bei den Shonan Bellmare. Der Verein spielte in der zweithöchsten Liga des Landes, der J2 League. Für den Verein absolvierte er sieben Ligaspiele. 2006 wechselte er zum Drittligisten Rosso Kumamoto (heute: Roasso Kumamoto). 2007 wurde er mit dem Verein Vizemeister der Japan Football League und stieg in die J2 League auf. Für den Verein absolvierte er 209 Ligaspiele. Danach spielte er bei den Drittligisten Kagoshima United FC. 2018 wurde er mit dem Verein Vizemeister der J3 League und stieg in die J2 League auf. Ende 2019 beendete er seine Karriere als Fußballspieler.